# Comté de Saginaw
Pour les articles homonymes, voir Saginaw.
Le comté de Saginaw (Saginaw County en anglais) est au centre de la péninsule inférieure de l'État du Michigan. Son siège est à la ville de Saginaw. Selon le recensement de 2000, sa population est de 210 039 habitants. 

## Géographie
Le comté a une superficie de 2 113 km2, dont 2 095 km2 est de terre.

### Comtés adjacents
- Comté de Bay (nord-est)
- Comté de Midland (nord-ouest)
- Comté de Tuscola (est)
- Comté de Gratiot (ouest)
- Comté de Genesee (sud-est)
- Comté de Shiawassee (sud)
- Comté de Clinton (sud-ouest)

### Municipalités du comté

#### Villes
- Frankenmuth
- Saginaw (siège du comité)
- Zilwaukee

#### Cantons(Townships)
- Canton de Birch Run
- Canton de Frankenmuth
- Canton de Taymouth

#### Villages
- Birch Run (Canton de Birch Run)

#### Census-designated place(CDP)
- Burt (Canton de Taymouth)